# Schafe

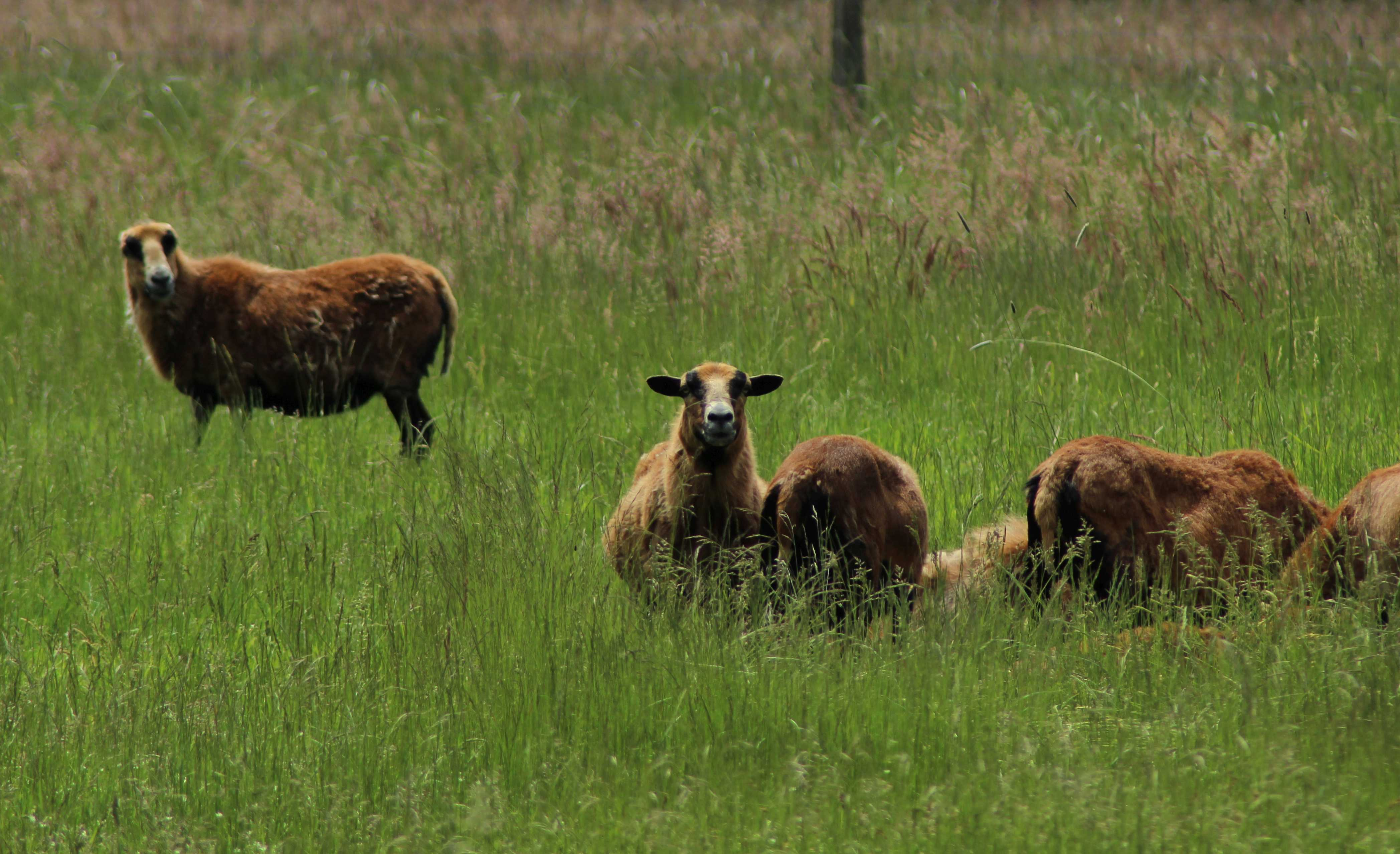
Schafe grasen auf einer Wiese im Frühjahr

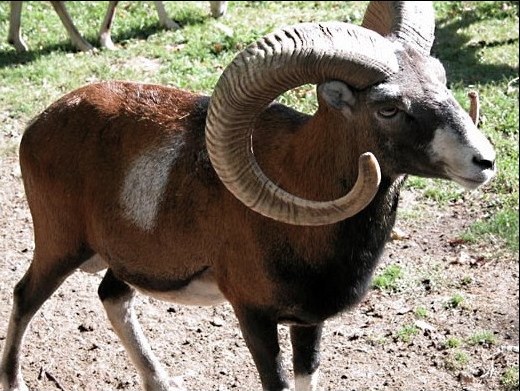
Europäischer Mufflon

Die Schafe (Ovis) sind eine Säugetiergattung aus der Gruppe der Ziegenartigen (Caprini). Sie umfassen zwanzig Arten, die sich in mehrere näher verwandte Gruppen gliedern lassen. Dazu zählen auch die Wildschafe, aus denen das Hausschaf hervorgegangen ist. Das männliche Schaf wird Widder (lateinisch Aries) genannt.

## Merkmale
Schafe erreichen eine Kopfrumpflänge von 1,2 bis 1,8 Metern, wozu noch ein 7 bis 15 Zentimeter langer Schwanz kommt. Die Schulterhöhe beträgt 65 bis 125 Zentimeter und das Gewicht 20 bis 200 Kilogramm – wobei die Männchen stets deutlich schwerer werden als die Weibchen. Die Fellfärbung variiert von weißlich bis dunkelbraun, es kommt häufig zu einem Fellwechsel. Die Männchen haben häufig eine Mähne am Hals, im Gegensatz zu den Ziegen aber keinen Kinnbart. Beide Geschlechter können Hörner tragen, die der Weibchen sind aber deutlich kleiner. Bei einzelnen Hausschafrassen haben beide Geschlechter keine Hörner oder nur die Männchen haben Hörner. Die Hörner der Männchen drehen sich im Alter spiralig ein und können über 1 Meter lang werden. Schafe haben zwei Euterhälften mit je einer Zitze, wobei deren Position variieren kann. Bei der Versorgung von Drillingen steht somit eine Zitze zu wenig zur Verfügung. In einzelnen Fällen können Schafe auch mit einer weiteren Zitze zur Welt kommen.
Schafe lassen sich von Ziegen unter anderem durch den fehlenden Kinnbart der Männchen unterscheiden, bei ihnen kommt aber manchmal ein Latz vor. Ziegen haben außerdem einen extrem kurzen, dreieckigen Schwanz, der unterseitig nackt ist und an der Wurzel Drüsen besitzt. Dagegen fehlen ihnen Drüsen im Gesicht, die wiederum bei den Schafen vorkommen. Auch weisen Schafe generell Drüsen an den Füßen auf, die bei Ziegen nur manchmal an den vorderen vorkommen.
Als Wiederkäuer haben Schafe im bleibenden Gebiss 32 Zähne, davon je Unterkieferhälfte drei Schneidezähne (Incisivi, I), einen Eckzahn (Caninus, C), drei vordere Backenzähne (Prämolaren, P) sowie drei hintere Backenzähne (Molaren, M); daraus ergibt sich die Zahnformel 3I-1C-3P-3M pro Kieferhälfte. Im Oberkiefer fehlen die Schneidezähne und die Eckzähne, sodass sich hier die Formel 0I-0C-3P-3M pro Kieferhälfte ergibt.
Schafe erreichen ein Alter von zehn bis zwölf, maximal 20 Jahren.

## Verbreitung und Lebensraum
Wilde Schafe kommen heute im westlichen, mittleren und nordöstlichen Asien sowie im westlichen Nordamerika vor. Im südöstlichen Europa (Balkanhalbinsel) sind wilde Schafe vor rund 3000 Jahren ausgestorben. Ob die Mufflon-Populationen auf einigen Mittelmeer-Inseln echte Wildschafe oder verwilderte urtümliche Hausschafe sind, ist umstritten. Die meisten Schafe sind Gebirgsbewohner, es gibt aber auch Tiere, die in Wüsten leben, etwa Populationen der Dickhornschafe.

## Lebensweise
Schafe sind vorwiegend tagaktiv, manchmal ruhen sie aber während der heißesten Tagesstunden und weiden auch nachts. Die Weibchen bilden gemeinsam mit den Jungtieren kleine Gruppen, die sich manchmal zu größeren Verbänden zusammenschließen. Die Männchen leben die meiste Zeit des Jahres von den Weibchen getrennt, entweder einzelgängerisch oder in Gruppen. Dabei bilden sie – häufig aufgrund der Horngröße oder durch Kämpfe ausgefochten – eine strenge Rangordnung.
Schafe sind Pflanzenfresser, die sich vorwiegend von Gräsern ernähren.

## Fortpflanzung
Die Paarungszeit fällt meist in den Herbst, nach einer rund fünf- bis sechsmonatigen Tragzeit kommen im Frühling ein bis vier Jungtiere zur Welt. Bei den nordamerikanischen Schafen sind Einzelgeburten üblich, bei den asiatischen Schafen Mehrlinge. Nach mehreren Monaten werden die Jungtiere entwöhnt, nach einem bis sieben Jahren sind sie geschlechtsreif.

## Schafe und Menschen
Hausschafe zählen zu den ältesten Haustieren überhaupt. Die ersten Hausschafe und -ziegen werden auf etwa 8000 v. Chr. im „Fruchtbaren Halbmond“ datiert. Trophäenjagd und Konkurrenz des Hausviehs gefährden die wildlebenden Arten. Die IUCN listet das Wildschaf als gefährdet (vulnerable) und das Riesenwildschaf als gering gefährdet (near threatened). Seit dem Altertum wurde die Haut von Widdern (in Form der frischen, ungegerbten Widderhaut oder des, zu Asche verbrannten, Leders) als Arzneidroge verwendet.

## Systematik

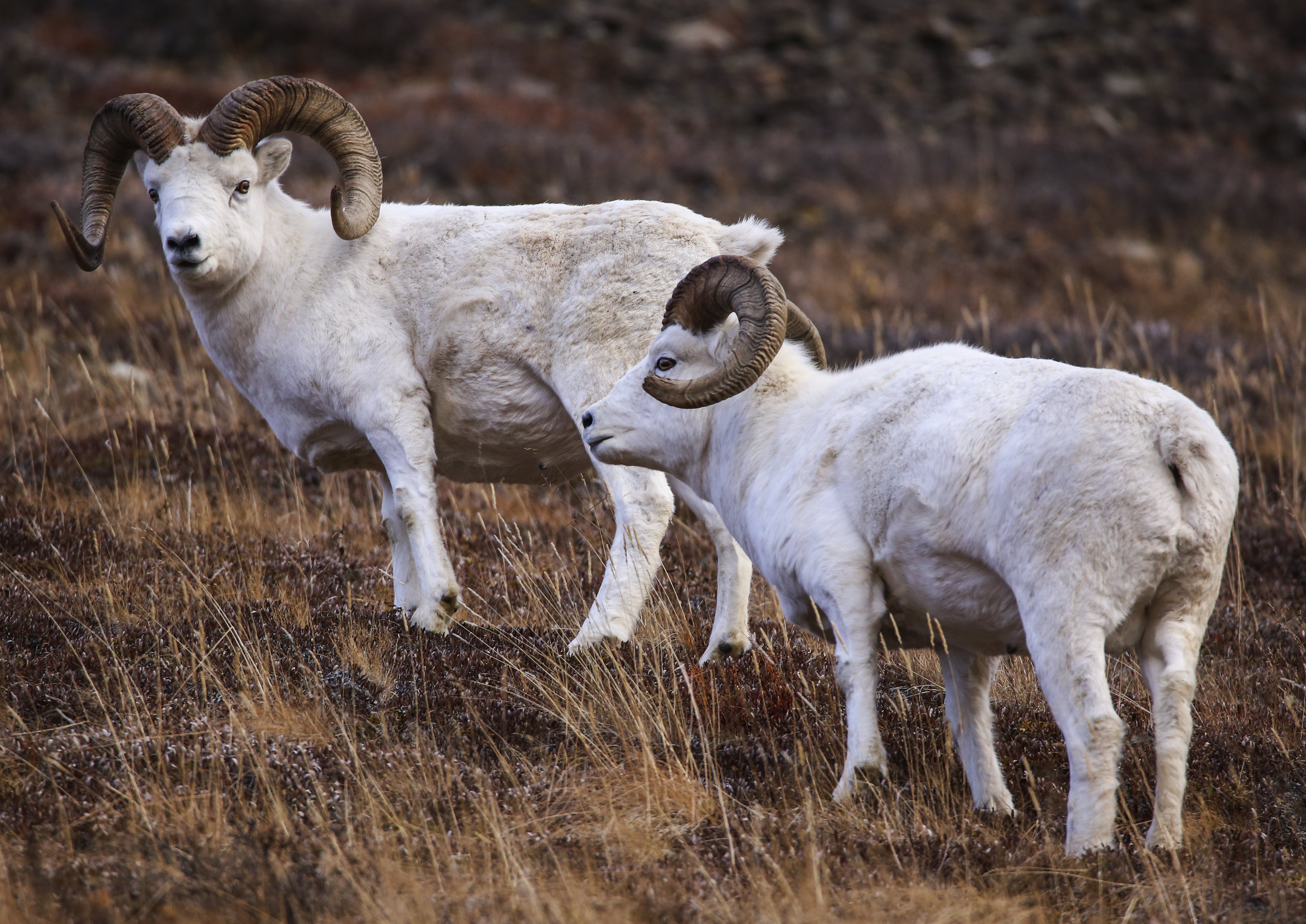
Dall-Schafe (Ovis dalli)

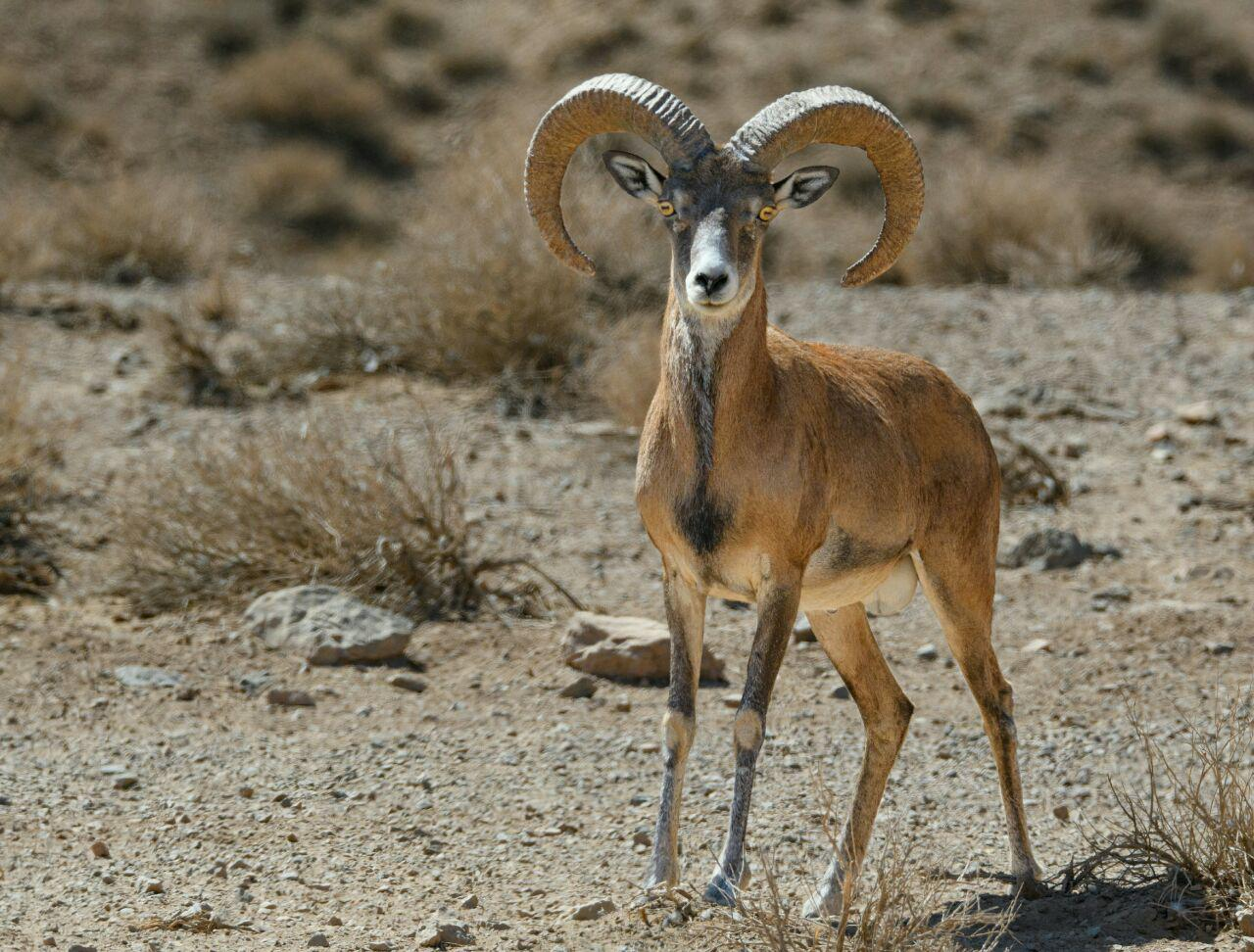
Turkmenistan-Wildschaf (Ovis cycloceros)

Die Schafe werden innerhalb der Hornträger (Bovidae) in die Unterfamilie der Ziegenartigen (Caprinae) eingeordnet. Entgegen früheren Vermutungen dürften sie mit den Ziegen nicht allzu nahe verwandt sein. 

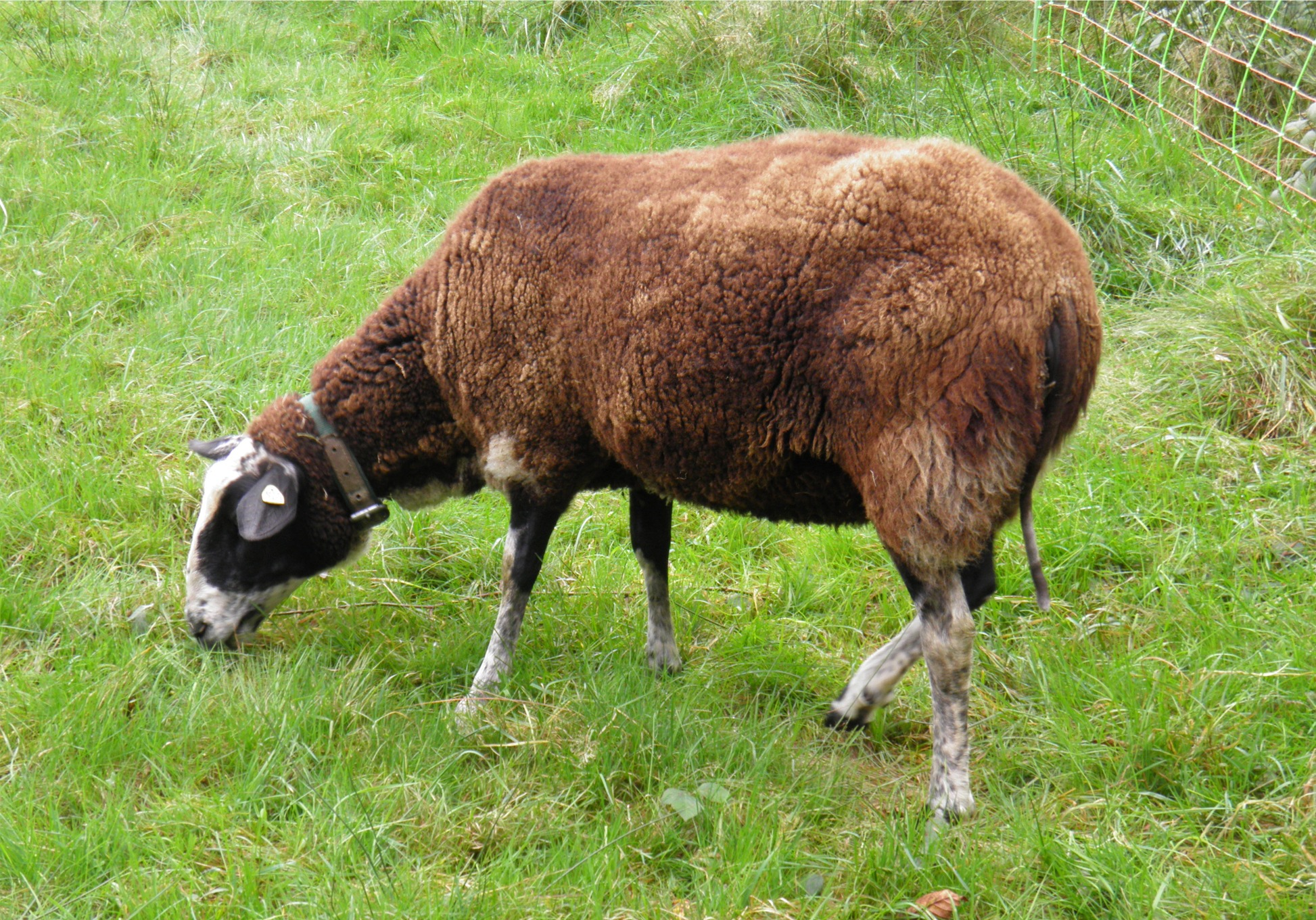
Ostfriesisches Milchschaf

Die Anzahl der Arten ist umstritten. Grubb (2005) unterschied ursprünglich nur fünf Arten in zwei Gruppen, eine Revision der Hornträger aus dem Jahr 2011 durch Colin Peter Groves und Grubb stellte insgesamt 20 Arten heraus:
- Ovis canadensis-Gruppe

- Dickhornschaf (Ovis canadensis Shaw, 1804)
- Dall-Schaf (Ovis dalli Nelson, 1884)
- Schneeschaf (Ovis nivicola Eschscholtz, 1829)

- Ovis gmelini-Gruppe (Westliche Wildschafe oder Mufflons)

- Armenisches Wildschaf (Ovis gmelini Blyth, 1841); aus dieser Art wurde das Hausschaf domestiziert, auf sie geht möglicherweise auch der Europäische Mufflon und der Zypern-Mufflon zurück
- Isfahan-Wildschaf (Ovis isphahani Nasonov, 1910)
- Laristan-Wildschaf (Ovis laristanica Nasonov, 1909)

- Ovis vignei-Gruppe (Steppenwildschafe oder Uriale)

- Oman-Wildschaf (Ovis arabica Sopin & Harrison, 1986)
- Tadschikistan-Wildschaf (Ovis bochariensis Nasonov, 1914)
- Afghanisches Urialschaf oder Turkmenistan-Wildschaf (Ovis cycloceros Hutton, 1842)
- Punjab-Wildschaf (Ovis punjabiensis Lydekker, 1913)
- Ladakh-Wildschaf (Ovis vignei Blyth, 1841)

- Ovis ammon-Gruppe (Riesenwildschafe oder Argalis)

- Altai-Wildschaf (Ovis ammon Linnaeus, 1758)
- Kasachstan-Wildschaf (Ovis collium Severtzov, 1873)
- Gobi-Wildschaf (Ovis darwini Przewalski, 1883)
- Tibet-Argali (Ovis hodgsoni Blyth, 1841)
- Nordchina-Wildschaf (Ovis jubata Peters, 1876)
- Tienshan-Argali (Ovis karelini Severtzov, 1873)
- Karatau-Wildschaf (Ovis nigrimontana Severtzov, 1873)
- Pamir-Argali (Ovis polii Blyth, 1841)
- Kysylkum-Wildschaf (Ovis severtzovi Nasonov, 1914)

Die starke Aufgliederung der Schafe erfolgte hauptsächlich durch die Aufspaltung der Wildschafe und Uriale (ursprünglich Ovis orientalis) in acht und der Argalis (ursprünglich Ovis ammon) in neun Arten. Vor allem die einst als Wildschaf bezeichnete Art Ovis orientalis erwies sich als problematisch, da sie auf eine Hybridform zurückging; die wissenschaftliche Artbezeichnung steht heute nicht mehr zur Verfügung. Das Schneeschaf, das Dall-Schaf und das Dickhornschaf werden teilweise der Untergattung Pachyceros zugewiesen, alle anderen Vertreter zur Untergattung Ovis. Nicht zur Gattung der Schafe zählen das Blauschaf und das Zwergblauschaf (Gattung Pseudois).
Die Arten der Schafe unterscheiden sich teilweise im Chromosomensatz. So hat das Argali im diploiden Chromosomensatz 56 Chromosomen, während die meisten anderen Schafe nur 54 haben.

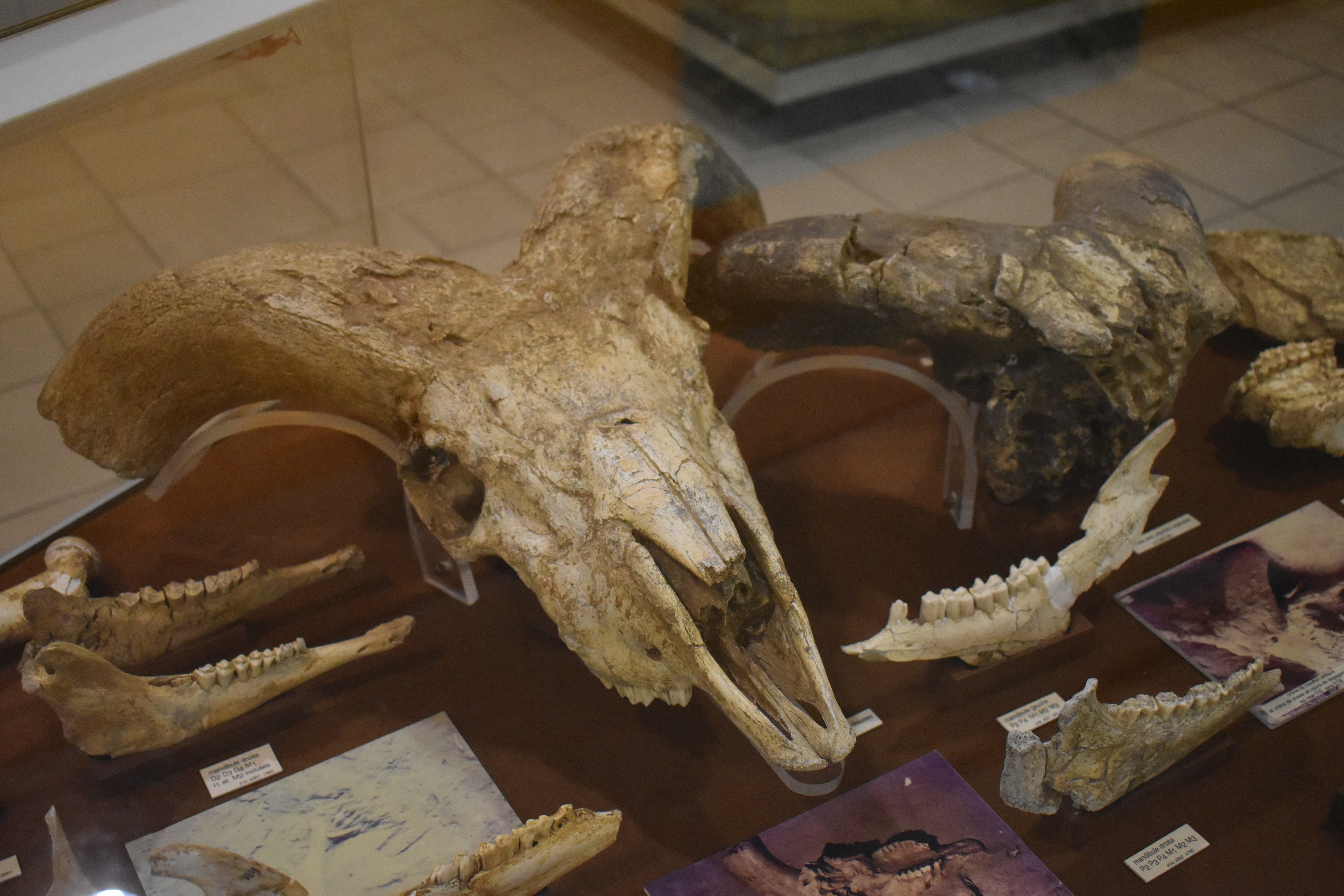
Schädel und Unterkiefer von Ovis antiqua

## Fossile Wildschafe
Wilde Schafe der Gattung Ovis kamen während des Eiszeitalters in Europa vor, sind aber im Fossilbericht relativ selten. Unter den Namen Ovis antiqua und Ovis savini wurden sie etwa aus dem Mittelpleistozän Europas beschrieben. Im Späten Pleistozän, das vor etwa 125.000 Jahren begann, sind wilde Schafe in Italien und Nordafrika relativ häufig. Ein Fund dieser Zeit ist auch aus dem Fränkischen Jura in Deutschland bekannt.